# Torrent de la Font del Bacallà
El torrent de la Font del Bacallà, també anomenat de Besora i de can Figuerola, és un curs d'aigua  de Collserola, al vessant barceloní del Tibidabo, que neix al barri de Sant Genís dels Agudells de Barcelona, travessava el barri de la Teixonera, desembocant al de la Clota, on després d'un recorregut de 2,7 km es trobava amb el torrent de Sant Genís, formant el torrent de la Clota.</ref>
A la part alta del torrent hi ha la font de can Borni, que alimenta la bassa del viver de can Borni, i per sota d'aquest hi ha la font del Bacallà, un antic referent molt popular. Més avall hi ha la masia de can Soler, on hi ha una bassa que recull l'aigua de la font.
El torrent s'endinsa en la zona urbanitzada pel carrer de Natzaret, davant de l'escola Mare de Déu de Montserrat i can Piteu, passava entre els carrers dels Lledoners i de Sió,
</ref> travessant les terres de l'antiga finca de can Besora, que estava darrere del Patronat Ribas, creuant el passeig de la Vall d'Hebron per davant de can Figuerola, ara Museu Palmero. Ja en el barri de la Teixonera, baixava pel carrer de Coll i Alentorn, fins a arribar a la Clota, on s'unia amb el torrent de Sant Genís.
Per a la construcció de la carretera de Cornellà a Fogars de Tordera (actual passeig de la Vall d'Hebron), que havia de travessar el barranc que formava el torrent de la Font del Bacallà al seu pas per can Figuerola, el 1866 es va construir un pont de 5 ulls, de 8 m d'amplada i de fins a 17,55 m de desnivell. Fet amb pedra de Montjuïc, el 1868 entrà en servei, fins als anys 1970, que el torrent serà omplert i es construirà el mercat de la Vall d'Hebron, i el pont quedarà també soterrat amb l'eixamplament del vial del passeig de la Vall d'Hebron.